# Клаустер
Клаустер (од латинског claustrum = ограђени простор) је отворени простор, врт, омеђен покривеним стазама или отвореним тремом, са луковима ка унутрашњој страни карактеристичан за средњи век (романски и готски стил) . Клаустер је обично омеђен зидовима манастирских грађевина и најчешће је у облику паралелограма припојен уз јужни зид цркве или катедрале. Конципиран као затворени врт, представља континуирану и чврсту архитектонску баријеру света монаха од кметова и радника који живе и раде ван и око клаустера.

## Историјат
Рани средњовековни клаустери воде порекло од перистила грчко-римских вила који се развио у предње двориште ранохришћанских базилика и двориште са полутремом раносиријских цркава. Walter Horn наводи да ране кенобитске заједнице, које је основао Свети Пахомије у Египту нису имале конструкције типа клаустера јер нису имале ни кметове везане за монашку заједницу, па одвајање заједнице зидовима није било потребно. Horn сматра првим прототипским клаустерима оне у јужној Сирији с краја V века, као што је онај у рушевинама манастира Светих мученика Сергија и Вакха у Умм-ас-Сурабу (из 489. године) и предње двориште са колонадом манастира Id-Dêr. У најранијим бенедиктинским манастирима на Западу тога нема. Аурелије Августин (Aurelius Augustinus Hipponensis, 354-430.), утицајни хришћански филозоф и епископ града Хипона, подигао је своју цркву са клаустером који одговара портику или перистилу у вртовима старих филозофа. Јасно је да је навика састајања и заједничког дружења у врту претходила оснивању цркве и манастира. Зграде средњовековних манастира на Западу су груписане око клаустера увек на сличан начин, јер је постојала строга монашка дисциплина заједничког живота.
У време Карла Великог захтеви изоловане монашке заједнице у оквиру пространог и раштрканог имања створили су "манастир у манастиру" у облику затвореног клаустера, архитектонског решења које је омогућило монасима да обављају своје свете дужности без ометања световњака и слугу. Horn наводи као рани пример клаустера стару катедралу ("Altenmünster") игумана Гунделанда (Gundeland) опатије Лорш (Lorsch) (765—774), што је откривено у ископавањима Фредерика Бена; Лорш је преуређен без суштинске промене из једне племићке франачке рустичне виле, са непрекинутом традицијом од касног римског доба. Још један рани клаустер, је из опатије Сен-Риквие (790—799), који је троугластог облика, са капелама на угловима, које јасно представљају Тројство. Иако настао много пре Велике шизме (1054), клаустер је карактеристичан само за Римокатоличку цркву и оне које су се из ње издвојиле током реформација. Православни манастири намају клаустер, па чак ни врло стари какав је манастир Свете Катарине на Синају из VI века.

## Врт клаустера
Врт у центру клаустера обично симболише Еденски врт (claustrum significat paradisum). У средишту врта је фонтана или бунар од кога полазе унакрсне стазе симболишући четири реке раја (Фисон, Геон, Хидекел и Ефрат). У X веку, побожни певач описује клаустер манастира у Рајхенауу: "Пре дома Свете Марије супротно од улаза је врт, добро негован, добро заливан, и леп. Око њега су зидови и гране које се њишу на све стране. Врт сјаји под светлом, као земаљски рај".
У клаустеру су посађене биљке као парадизи ранијих времена, као у базилици Светог Павла ван зидина (Basilica di San Paolo fuori le Mura) у Риму. У VIII веку папа Хадријан I описује ово место као "најлепше обновљено", у ствари, у то време, S. Paolo fuori la mura је био потпуно разрушен, и говеда и коњи трагали су задовољно за поврћем. Клаустери нису били тако често коришћени као потажери. Можда само када није било другог места: чешће су коришћени као црквена дворишта, са пуно дрвећа и цветних леја, са бунаром – места где је братија могла да медитира.
Клаустер за монахе на сачуваном плану из 900. године манастира Свети Гал у Санкт Галену има четвора врата, и стазе које воде преко трга. У самом центру нацртан је мали круг са речју "savina" (посуда за свету водицу), окружен цвећем и травом, четири квадранта су празна а требало је да се користе за цвеће.
У клаустерима појединих манастира и симболика у дизајну се развија и даље посвећујући квадранте добијене укрштеним стазама поглављима Старог и Новог завета, везујући уз њих биљке које их симболишу. У клаустеру катедрале у Чефалуу на Сицилији из норманског периода (1131) југооисточни квадрант посвећен је Постању и у његовом центру је смоква; североисточни квадрант посвећен је Песми над песмама са наром; северозападни Јеванђењу са маслином и фонтаном у углу; и југозападни са урмином палмом који симболише Апокалипсу. Капители двојних стубова који држе лукове трема око врта представљају исклесане призоре из одговарајућих поглавља.